# Schloss Dettendorf
Schloss Dettendorf ist ein abgegangenes Schloss in Dettendorf, einem Gemeindeteil der Gemeinde Diespeck im Landkreis Neustadt an der Aisch-Bad Windsheim (Mittelfranken, Bayern).

## Geschichte
Der Ort wurde wahrscheinlich schon vor 900 gegründet, wurde aber erst 1401 als „Tedendorff“ erstmals urkundlich erwähnt. Zu dieser Zeit waren die Burggrafschaft Nürnberg und die Herren von Tedendorff, einer Seitenlinie der Seckendorffs, Lehensherren. In der Nachfolge der Burggrafen gelangten deren Ansprüche an Brandenburg-Kulmbach. Zwischen 1502 und 1506 wurde Konrad von Lüchau Grundherr des Ortes, die Fraisch blieb aber weiterhin beim brandenburg-kulmachischen Amt Neustadt. Zum Rittergut gehörten auch zum Teil die Orte Obersachsen und Eggensee. Am 31. August 1707 wurde dieses Rittergut von Markgraf Christian Ernst gekauft. Danach gelangte es an die Herren von Danngrieß und in der ersten Hälfte des 19. Jahrhunderts an die Grafen Pückler-Limpurg zu Brunn.
Das Schloss wurde 1923 abgebrochen. Im Südgiebel des Neubaues Wappen der Danngrieß von der ehemaligen östlichen Toreinfahrt, bezeichnet (17) 87, neuerdings übertüncht; Ecken mit Quadern beziehungsweise Vorlagen noch erkennbar. Das Gebäude war zweigeschossig mit Walmdach.